# Замок Заалау
Замок Заалау (нем. Saalau) — замок Самбийского епископа на территории северной части бывшей Восточной Пруссии, современного Черняховского района Калининградской области.

## Архитектура
К 1355 году укрепление представляло собой небольшой прямоугольный однофлигельный замок с оборонительной стеной площадью 42х46 метров. Замок располагался на холме у ручья в трёх километрах севернее Прегеля на месте бывшей прусской крепости.
Главный корпус располагался на южной стороне и был длиной 42 и шириной 12,5 метров. В центре этого здания была встроена невысокая надвратная башня с круглоарочными воротами, имевшими гранитное обрамление и нишу для подъёмной решётки. Здание было построено на фундаменте из гранитных валунов, стены выполнены из орденского обожженного кирпича, кладку украшал традиционный для орденских построек ромбовидный узор. Над вторым этажом по периметру здания проходил фриз. Толщина стен замка — 2,5 метра с внешней и 1,9 метра со внутренней стороны. В восточной части здания разместилась капелла, в западной — помещение управляющего замком. Под двускатной крышей проходил оборонительный ход с бойницами. В цокольном этаже находились подвалы. Во дворе — галерея для входа на второй этаж.
С восточной и северо-восточной стороны замок прикрывал пруд, образовавшийся после постройки на ручье плотины для мельницы. На этом участке укреплений проходила мощная оборонительная стена с бойницами и оборонительным ходом, перекрытым сверху узкой черепичной крышей. Приблизительно к 1370-м годам к стенам с внутренней стороны были пристроены жилые и хозяйственные помещения для слуг и кнехтов.
Позднее к западной оборонительной стене пристроили хозяйственный корпус длиной 38 и шириной 8 метров с небольшой башней в северо-западном углу и проходом в форбург. В этом здании также имелся оборонительный ход с бойницами. Предположительно в новом здании расположили пивоварню и кухню.
Форбург был отделён от внешнего мира собственной оборонительной стеной и рвом, которые представляли собой дополнительную защиту замку с западной, южной и, частично, северной стороны.

## История замка

### Ранняя история
До середины XIII века на месте замка Заалау находилось прусское городище Востополо. В 1276 году во время наступления в Надровию рыцари Тевтонского ордена захватили и сожгли существовавшие деревянные укрепления. В соответствии с договором между орденом и папским престолом одну треть от всех захваченных земель рыцари должны были передавать в собственность церкви. В 1325 году после раздела Надровии между Орденом и Самбийским епископом городище Востополо стало епископским владением.

### До 1945 года
Замок Заалау был основан в декабре 1352 года в связи с участившимися вторжениями литвинов. К 1355 году замок уже использовался в качестве оборонительного сооружения. На противоположном берегу Прегеля был основан замок Норкиттен. Сосуществование двух замков позволяло эффективней противостоять осадам и осуществлять контроль над территорией. Подобный приём применялся орденом и при строительстве других замков: Алленбург и Гросс Вонсдорф на реке Алле (в настоящий момент — Лава) или Таплакен и Велау на Прегеле.
Летом 1376 года Великий князь Литовский Ольгерд и Кейстутис с тремя отрядами вторглись в Надровию. Руководимый Кейстутисом отряд дошёл до Велау и на обратном пути, двигаясь севернее поймы Прегеля, осадил замок Заалау. В результате штурма замок был захвачен и сожжён. Однако вскоре он был восстановлен.
С 1380 по 1525 о Заалау сколь значительных сведений не сохранилось. В 1525 году Заалау сначала упоминается в тексте Краковского договора о передаче в наследственный лен Альбрехту Бранденбургскому прусских территорий, а уже после секуляризации ордена замок и амт Заалау был передан оставшимся в Кёнигсберге каноникам. Каноники «добровольно» покинули Кафедральный собор в Кенигсберге и получили от Альбрехта право проживать в амте Заалау. Именно на них легло и бремя его содержания. Однако вскоре каноники расписались в собственной финансовой несостоятельности, герцогство же Альбрехта в те годы само испытывало сильные материальные затруднения и вскоре замок вскоре отдали в залог. Тогда же замок подвергся некоторой модернизации — с северной и восточной стороны пристроили дополнительные помещения, а ставшую ненужной башенку разобрали до уровня крыши флигеля. По некоторым сведениям причиной перестройки явился случившийся в замке пожар.
В XIX веке замок становится государственной собственностью. До 1900 года в его помещениях находилось жилище амтмана, в подвалах находилась сыроварня, в северном помещении — винокурня и пивоварня.

### После 1945 года
После 1945 года замок никак не использовался, активно разрушался и на сегодняшний день представляет собой руины с заросшими кустарником и деревьями остатками стен. Согласно данным ЕГРН с 1991 года находится в собственности казны Российской Федерации (Постановление Верховного Совета Российской Федерации от 27.12.1991 № 3020-1).